# Wierzynek család
A Wierzynek család befolyásos kereskedők voltak a 14-15. századi Krakkóban. Nevüket az 1364-ben megrendezett krakkói királytalálkozó (Lakoma Wierzyneknél, Uczta u Wierzynka) őrzi, továbbá a Piac téren (Rynek) működő elegáns Wierzynek étterem.

## Története
A család valószínűleg német gyökerű volt (Wirsing vagy Werzig) és a Német-római Birodalom területéről vándorolt be a Lengyel Királyságba. Első ismert tagja idősebb Mikołaj Wierzynek (elhunyt 1360-ban), aki krakkói városi tanácsnok, majd Wieliczka polgármestere, később pedig diplomata volt III. Kázmér lengyel király szolgálatában.  Fia, az ifjabb Mikołaj Wierzynek (meghalt 1368-ban) szintén elnyerte a városi tanácsos címet, s folytatva apja üzletét, széles körű kereskedelmi és hitelezési tevékenységet fejtett ki. Jan Długosz krónikás megörökítette, hogy fontos szerepet vállalt a krakkói királytalálkozó megszervezésében, egyúttal jelentős anyagi támogatást is nyújtva a vendéglátó III. Kázmérnak.
Az ifjabb Wierzynek unokája, Andrzej ugyancsak tanácsos volt, ám megvádolták azzal, hogy elsikkasztotta a város pénzét és ezért 1406-ban lefejezték. Fia, Mikołaj annak a temetőnek a helyén, ahol apja nyugodott, templomot építtetett 1429 és 1432 között Nivelles-i Szent Gertrúd tiszteletére. A templom ma már nincs meg, 1822-ben elbontották.

## Külső kapcsolat
- Nivelles-i Szent Gertrúd. Magyar Katolikus Lexikon lexikon.katolikus.hu

## Fordítás
- Ez a szócikk részben vagy egészben a  Wierzynkowie című lengyel Wikipédia-szócikk ezen változatának fordításán alapul.  Az eredeti cikk szerkesztőit annak laptörténete sorolja fel. Ez a jelzés csupán a megfogalmazás eredetét és a szerzői jogokat jelzi, nem szolgál a cikkben szereplő információk forrásmegjelöléseként.